# Magdalena Czyszczoń
Magdalena Czyszczoń (Zakopane, 5 maart 1994) is een Pools langebaanschaatsster. 
In 2018 nam ze deel aan de Olympische Winterspelen in Pyeongchang op de massastart. Vier jaar later eindigde ze op de 5000 meter als twaalfde en op de ploegenachtervolging 7e in de kwartfinale. Op 16 december 2022 reed ze op de 5000 meter in Calgary het nationale record in 7.05,50.

## Persoonlijke records[3]
| Afstand      | Tijd     | Datum            | Baan                |
| ------------ | -------- | ---------------- | ------------------- |
| 500 meter    | 41,31    | 9 maart 2024     | Inzell              |
| 1000 meter   | 1.21,03  | 25 november 2017 | Calgary             |
| 1500 meter   | 1.58,90  | 5 december 2021  | Salt Lake City      |
| 3000 meter   | 4.05,32  | 10 december 2017 | Calgary             |
| 5000 meter   | 7.05,50  | 16 december 2022 | Calgary             |
| 10.000 meter | 15.42,20 | 27 februari 2021 | Tomaszów-Mazowiecki |

(laatst bijgewerkt: 10 maart 2024)

## Resultaten
| Jaar | EK Allround             | WK Allround             | WK Afstanden                                       | Olympische Spelen                                   | WK Junioren         |
| ---- | ----------------------- | ----------------------- | -------------------------------------------------- | --------------------------------------------------- | ------------------- |
| 2013 |                         |                         |                                                    |                                                     | 28e 1500m 23e 3000m |
| 2014 |                         |                         |                                                    |                                                     | 42e 1500m 30e 3000m |
|      |                         |                         |                                                    |                                                     |                     |
| 2017 |                         |                         | 19e massastart                                     |                                                     |                     |
| 2018 |                         |                         |                                                    | HF11 massastart                                     |                     |
| 2019 |                         |                         | 12e 5000m 9e massastart 6e achtervolging           |                                                     |                     |
|      |                         |                         |                                                    |                                                     |                     |
| 2021 | NC20 (20e, 17e, 20e, -) |                         | 17e 3000m HF 9 massastart 5e achtervolging         |                                                     |                     |
| 2022 |                         |                         |                                                    | 30e 1500m 12e 5000m 10e massastart 8e achtervolging |                     |
| 2023 | 6e (14e, 7e, 6e, 5e)    |                         | 12e 3000m 9e 5000m 10e massastart 6e achtervolging |                                                     |                     |
| 2024 |                         | NC19 (23e, 17e, 19e, -) | 19e 3000m HF 12 massastart 7e achtervolging        |                                                     |                     |